# Pylaisaea
Pylaisaea là một chi rêu trong họ Hypnaceae.